# Conti di Tolosa
     Possedimenti della Contea di Tolosa
     Feudi della Contea di Tolosa
     Possedimenti del Regno d'Aragona
     Feudi del Regno d'Aragona

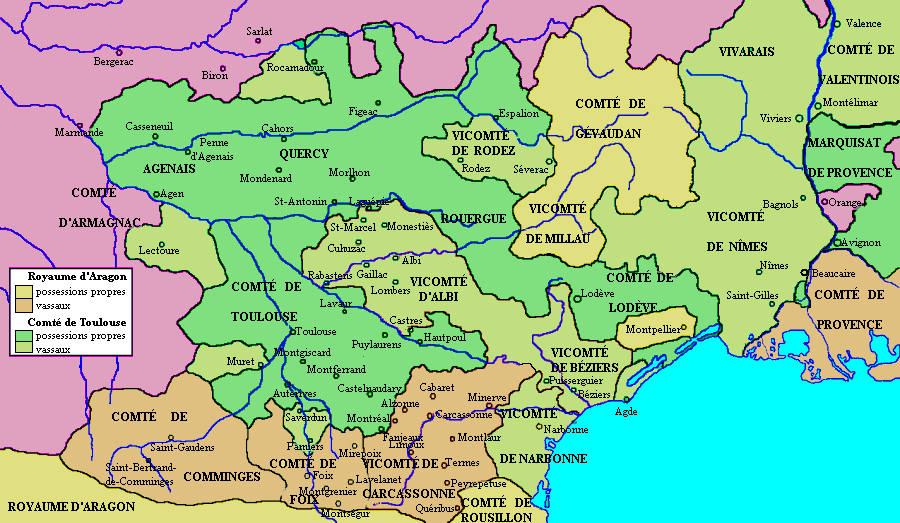
Carta dell'Occitania nel 1209
Possedimenti della Contea di Tolosa
Feudi della Contea di Tolosa
Possedimenti del Regno d'Aragona
Feudi del Regno d'Aragona

I Conti di Tolosa amministrarono, dal 778, una parte del regno d'Aquitania, come vassalli dei re carolingi, e durarono in carica sino a che la contea, nel 1271, fu annessa al regno di Francia.

## Era carolingia
| Nome                    | Ritratto | Nascita         | Carica | Carica            | Morte                         | Consorte |
| Nome                    | Ritratto | Nascita         | Inizio | Fine              | Morte                         | Consorte |
| ----------------------- | -------- | --------------- | ------ | ----------------- | ----------------------------- | --- |
| Torsone                 |          | sconosciuta     | 778    | 790 (deposto)     | Dopo il 790                   | nessuna |
| Guglielmo di Gellone    |          | c. 755          | 790    | 806 (abdicazione) | 28 maggio 812 o 28 maggio 814 | Cunegonda d'Austrasia (7??-795) sei figli e una figlia Guitberga d'Hornbach (???-804) tre figli e una figlia |
| Begone                  |          | sconosciuta     | 806    | 816               | 816                           | Alpaïs due figli e tre figlie                                                                                |
| Berengario              |          | sconosciuta     | 816    | 835               | 835                           | sconosciuta                                                                                                  |
| Bernardo di Settimania  |          | 795             | 835    | 844               | 844                           | Dhuoda due figli e una figlia                                                                                |
| Guglielmo di Settimania |          | 29 novembre 826 | 844    | 849 (deposto)     | 850 (24 anni)                 | sconosciuta                                                                                                  |

Nella seconda metà del IX secolo il titolo di conte di Tolosa divenne ereditario.

## Conti ereditari della dinastia di Rouergue

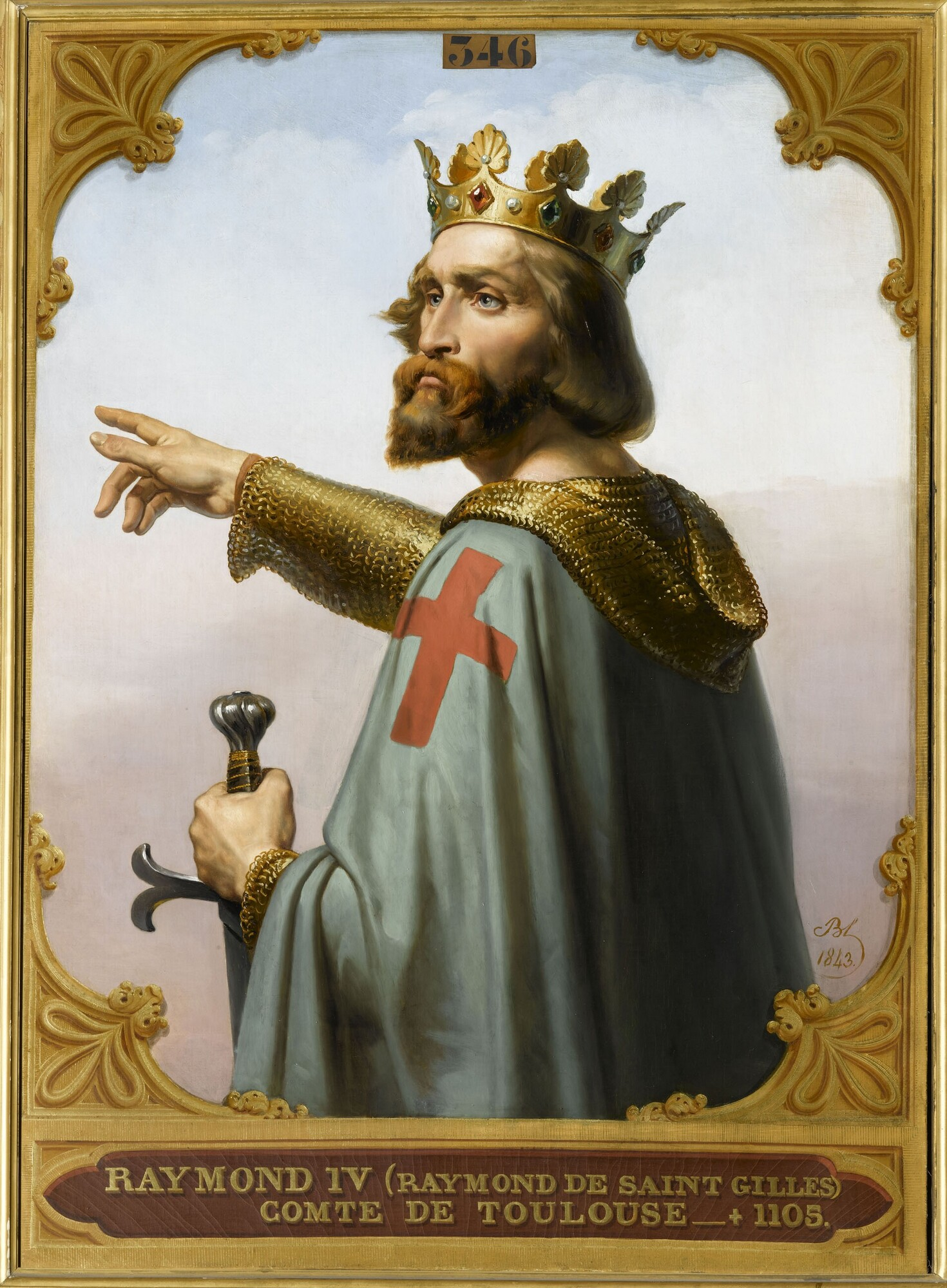
Raimondo di San Gilles.

- Fredelone (849-852), figlio del conte Foucault di Rouergue, capostipite della famiglia.
- Raimondo I (852-863), fratello di Fredelone.

Nell'863, a seguito della guerra che il re di Francia Carlo il Calvo intraprese per la conquista del regno di Provenza, Raimondo I, alleato del re, fu attaccato dal conte di Barcellona Unifredo di Gotia, che lo batté e conquistò la contea.

## Dinastia di Gotia
- Unifredo di Gotia (863-864), usurpatore.

## Dinastia di Rouergue
- Bernardo II (864-874), figlio di Raimondo I.

Alla morte di Bernardo II, l'imperatore Carlo il Grosso, assegna la contea al figlio di Bernardo di Settimania.

## Dinastia Guglielmide
- Bernardo Piede di Velluto (874-886), figlio di Bernardo di Settimania.

## Dinastia di Rouergue
- Oddone (886-918), figlio di Bernardo II.
- Raimondo II (918-924), figlio del precedente.
- Raimondo Ponzio (924-962 circa), figlio dal precedente.
- Raimondo III (962 circa-972), figlio del precedente.
- Raimondo IV (972-978), figlio del precedente.
- Guglielmo III Tagliaferro (978-1037), figlio del precedente.
- Ponzio (1037-1060), figlio del precedente.
- Guglielmo IV (1060-1088), figlio del precedente.
- Raimondo di San Gilles (1088-1105), figlio di Ponzio.
- Bertrando (1105-1112), figlio del precedente.
- Alfonso Giordano (1112-1148), figlio di Raimondo di San Gilles.

Approfittando della giovane età di Alfonso Giordano, Guglielmo IX d'Aquitania conquistò la contea di Tolosa, obbligando il conte titolare, Alfonso Giordano, a ritirarsi nel marchesato di Provenza.

## Dinastia d'Aquitania
- Guglielmo V (1114-1124), marito di Filippa di Tolosa, figlia di Guglielmo IV, conte effettivo ma non titolare.

## Dinastia di Rouergue
- Raimondo V (1148-1194), figlio di Alfonso Giordano.
- Raimondo VI (1194-1222), figlio di Raimondo V.

Durante la Crociata albigese, nel 1215, il Concilio Lateranense IV dichiarò decaduto il conte Raimondo VI ed assegnò la contea al responsabile militare della crociata, Simone di Montfort.

## Dinastia di Montfort
- Simone (1215-1217), esautorò il conte Raimondo VI durante la crociata contro gli Albigesi.

## Dinastia di Rouergue
- Raimondo VII (1222-1249), figlio di Raimondo VI.
- Giovanna (1249-1271), figlia di Raimondo VII.

Giovanna sposò il fratello del re Luigi IX di Francia che assunse il titolo di conte assieme alla moglie.

## Dinastia di Poitiers
- Alfonso (1249-1271), Marito di Giovanna.

Alla morte di Alfonso, senza eredi la contea fu incamerata dalla corona di Francia, rendendo i suoi feudi indipendenti.

## Conte non ereditario
- Luigi Alessandro di Borbone (1681-1737), figlio del re Luigi XIV di Francia e di Madame de Montespan.

### Fonti primarie
- (LA)  Monumenta Germaniae Historica, tomus II.
- (IT)  Don Bernardo Maria Amico, Leggendario dei Santi benedettini.
- (LA)  Le manuel de Dhuoda.

### Letteratura storiografica
- Gerhard Seeliger, "Conquiste e incoronazione a imperatore di Carlomagno", cap. XII, vol. II (L'espansione islamica e la nascita dell'Europa feudale) della Storia del Mondo Medievale, pp. 358–396.
- René Poupardin, "Ludovico il Pio", cap. XVIII, vol. II (L'espansione islamica e la nascita dell'Europa feudale) della Storia del Mondo Medievale, pp. 558–582.
- René Poupardin, I regni carolingi (840-918), in «Storia del mondo medievale», vol. II, 1979, pp. 583–635.